# راي راب
راي راب (بالإنجليزية: Ray Rapp)‏ هو سياسي أمريكي، ولد في 11 فبراير 1945. حزبياً، نشط في الحزب الديمقراطي. وقد انتخب عضو مجلس نواب كارولينا الشمالية.